# Mercedes-Benz Heckflosse
 (décembre 2009).
Si vous disposez d'ouvrages ou d'articles de référence ou si vous connaissez des sites web de qualité traitant du thème abordé ici, merci de compléter l'article en donnant les références utiles à sa vérifiabilité et en les liant à la section « Notes et références ».

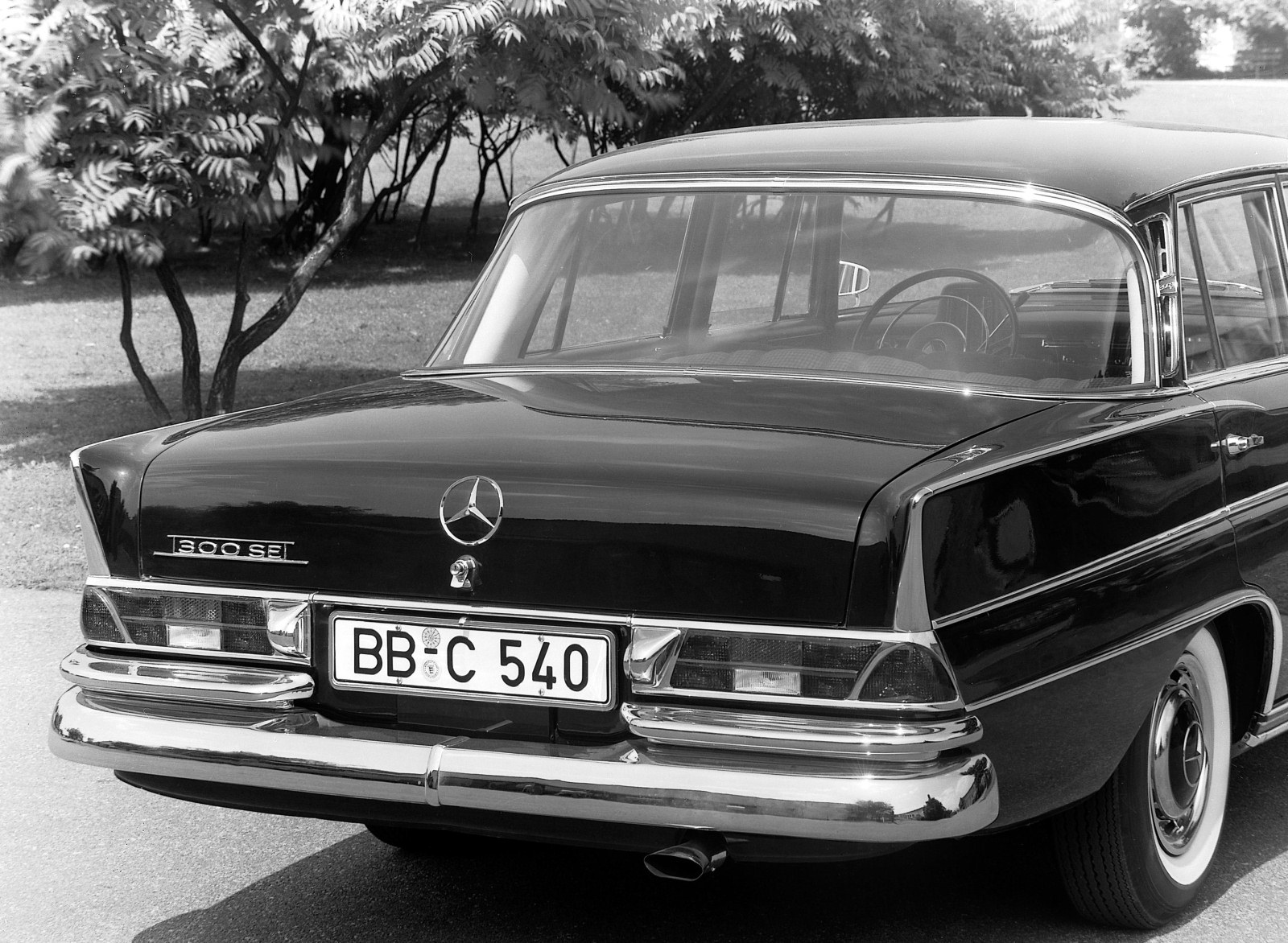
Arrière d'une Mercedes-Benz Heckflosse 300 SE (W112).

Mercedes-Benz Heckflosse (en allemand ou Mercedes-Benz Fintail en anglais ; « Ailerons » en français) est une série d'automobiles du constructeur allemand Mercedes-Benz produite entre 1959 et 1972. Trois modèles sont désignés dans cette série : les Types 110, 111 et les 112. À noter que tous les modèles des Types 111 et 112 sont des voitures luxueuses ; ceux de la Type 110 sont de gamme médium.
La Type 111 est le premier modèle à être sorti et fit sensation lors de sa présentation le 17 septembre 1959 au salon de l'automobile de Francfort. Sa ligne témoigne du renouveau de la marque : dimensions, finition, puissance et sobriété sont au rendez-vous.
La série Heckflosse succède à la gamme Ponton, avec les Types 120 et 121 qui sont de milieu de gamme, ainsi que les Types 105, 128 et 180 qui sont des modèles haut de gamme. La série Heckflosse est remplacée ensuite par les Types 108 et 109) qui sont lancées à partir de 1965, ainsi que les /8 (types 114/115).
La série Heckflosse équivaut à la « Neue Klasse » de chez BMW.

## Présentation
L'aspect extérieur est en nette rupture par rapport à la série précédente, la Ponton.
Malgré le succès commercial, cette série est devenue par la suite la mal-aimée de la marque à l'étoile pour plusieurs raisons :
- La silhouette est commune aux séries 110 (gamme moyenne), 111 (segments d'entrée et de moyenne gamme haute) et 112 (segment supérieur de la gamme haute) : le taxi 190 Dc offre ainsi le même aspect que la luxueuse 112, laquelle fut surchargée de chrome pour se différencier ;
- La berline Type 111 sacrifie à l'effet de mode américaine de ce début des années 1960, ajoutant des ailerons et vitrages panoramiques. Les ailerons sont jugés dangereux, alors que Daimler-Benz passe ses W 111 aux crash-tests, et sont couteux tant en fabrication qu'en réparation.
- Enfin, la série finit mal-aimée car elle s'est écartée des convenances de discrétion, de respectabilité, de bienséance chic auxquelles la marque est attachée.

## Historique
Les Heckflosse sont produites entre 1959 et 1968.
Différentes versions étaient disponibles suivant les années, en berline, coupé, cabriolet et break.
| Générations                          | Production | Dérivés de chez Mercedes-Benz | Modèles similaires         |
| ------------------------------------ | ---------- | ----------------------------- | -------------------------- |
| Mercedes-Benz Type 110 (1961 - 1968) |            |                               | Audi 100 C1 (F104)         |
| Mercedes-Benz Type 111 (1959 - 1968) |            |                               |                            |
| Mercedes-Benz Type 112 (1961 - 1967) |            |                               | Bentley S2 et S3 ; BMW 501 |

## Les différentes versions

### W 110

#### Phase 1
La phase 1 du type W110 (les 190 c et 190 Dc) remplacera les 180 c/180 Dc du type W120 et les 190 b/190 Db du type W121.
| Modèle | Années      | Code châssis | Moteur                  | Production |
| ------ | ----------- | ------------ | ----------------------- | ---------- |
| 190 c  | 1961 - 1965 | W110.010     | L4 essence (1.9 L) M121 | 130 554    |
| 190 Dc | 1961 - 1965 | W110.110     | L4 diesel (2.0 L) OM621 | 225 645    |

#### Phase 2
La production des nouveaux modèles 200, 200 D, 220 D et 230 a débuté en juillet 1965, à l'usine de Sindelfingen. Les 200 et 200 D remplacé respectivement les 190 c et 190 Dc.

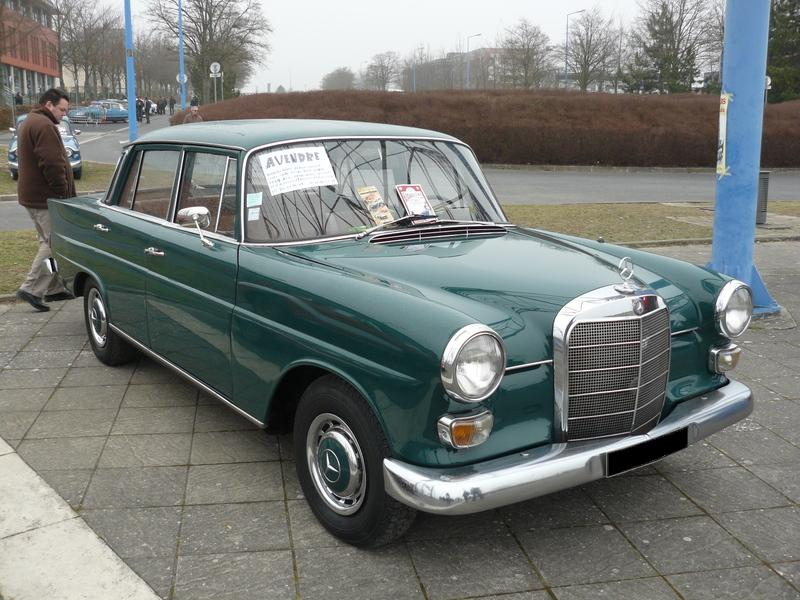
Mercedes-Benz W110 (phase 2).

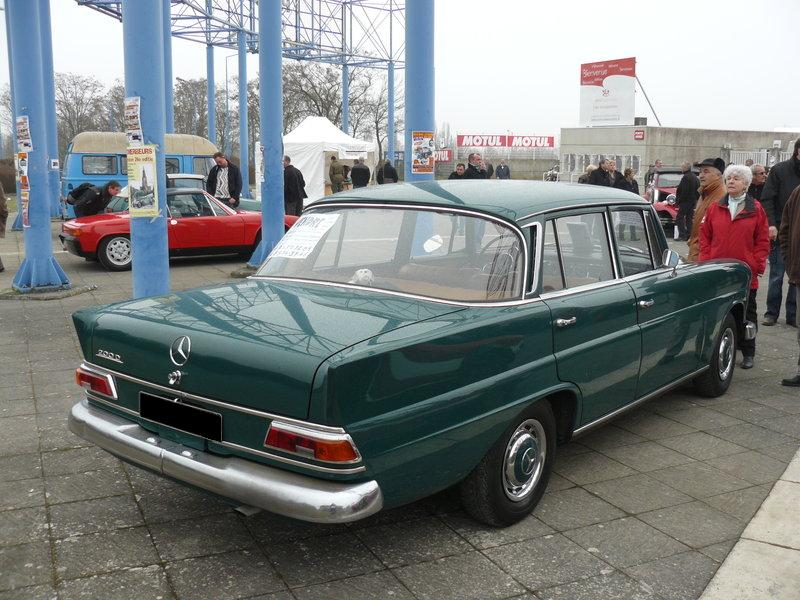
Mercedes-Benz W110 (phase 2).

| Modèle | Années      | Code châssis | Moteur                  | Production |
| ------ | ----------- | ------------ | ----------------------- | ---------- |
| 200    | 1965 - 1968 | W110.010     | L4 essence (2.0 L) M121 | 70 207     |
| 200 D  | 1965 - 1968 | W110.110     | L4 diesel (2.0 L) OM621 |            |
| 220 D  | 1965 - 1968 | W110.110     | L4 diesel (2.0 L) OM621 | 161 618    |
| 230    | 1965 - 1968 | W110.011     | L6 essence (2.3 L) M180 | 40 258     |

### W 111

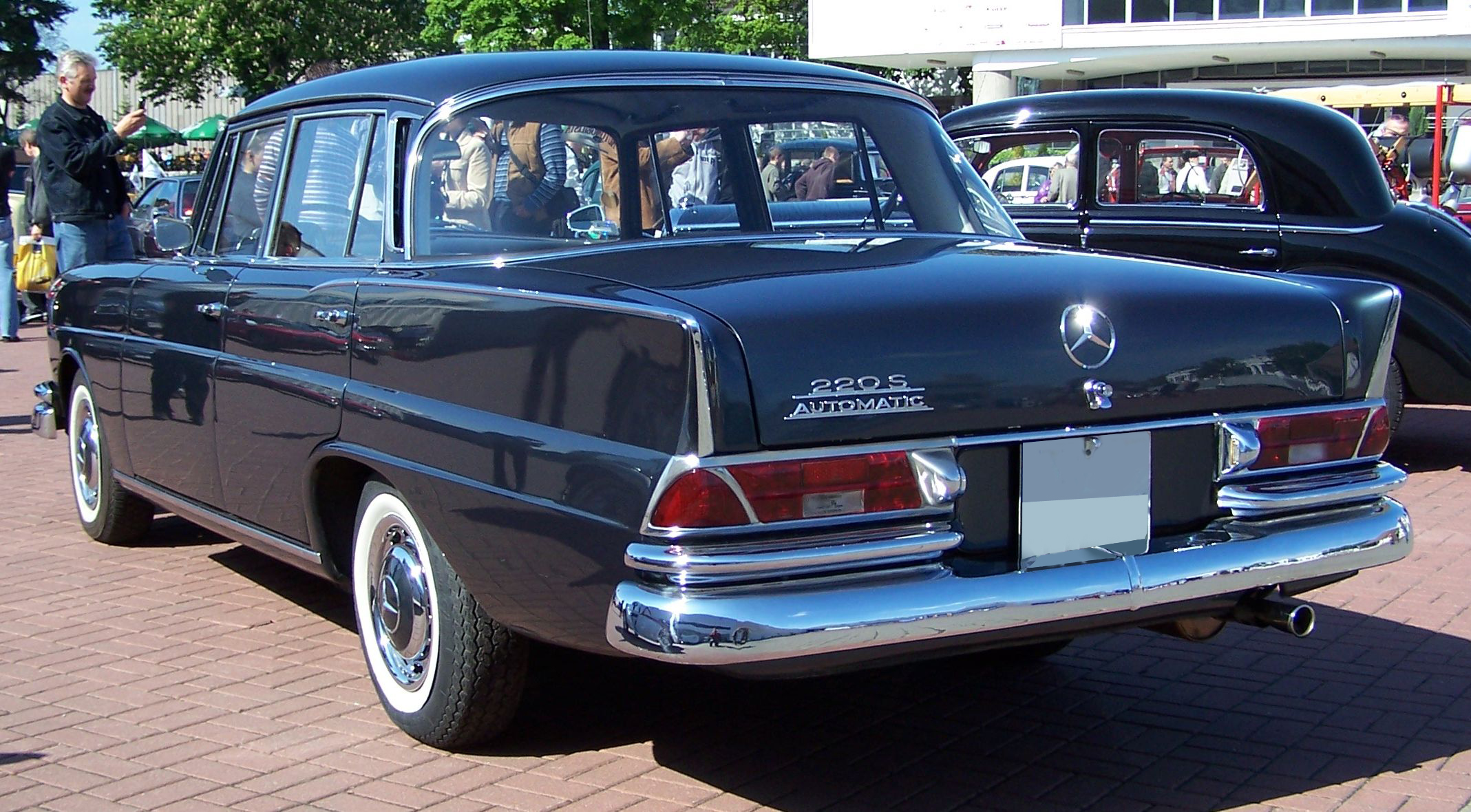
Mercedes-Benz W111

| Modèle           | Années      | Code châssis | Moteur                  | Production |
| ---------------- | ----------- | ------------ | ----------------------- | ---------- |
| 220              | 1959 - 1965 | W111.010     | L6 essence (2,2 L) M180 | 69 691     |
| 220 S            | 1959 - 1965 | W111.012     | L6 essence (2,2 L) M180 | 161 119    |
| 220 Sb           | 1959 - 1965 | W111.012     | L6 essence (2,2 L) M180 |            |
| 220 Se           | 1959 - 1965 | W111.014     | L6 essence (2,2 L) M127 | 66 086     |
| 220 Se Coupé     | 1961 - 1965 | W111.021     | L6 essence (2,2 L) M127 | 14 173     |
| 220 Se Cabriolet | 1961 - 1965 | W111.023     | L6 essence (2,2 L) M127 | 2 729      |
| 220 Seb          | 1959 - 1965 |              | L6 essence (2,2 L) M127 |            |
| 230 S            | 1965 – 1968 | W111.010     | L6 essence (2,3 L) M180 | 41 107     |
| 250 Se Coupé     | 1965 –1967  | W111.021     | L6 essence (2,5 L) M129 | 5 259      |
| 250 Se Cabriolet | 1965 – 1967 | W111.023     | L6 essence (2,5 L) M129 | 954        |

### W 112

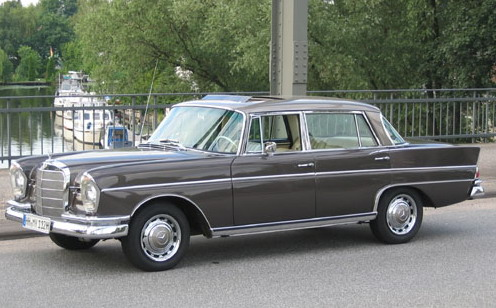
Une 300 SE "lang" (ou W112.015, dite "longue").

La Mercedes-Benz type W112 est une voiture de luxe à moteur 6 cylindres produite de 1961 à 1967 par le constructeur allemand Mercedes-Benz. Connue sous l'appellation 300 SE, elle existe en berline, coupé, cabriolet et berline à empattement allongé ("longue"). Elle remplacera les voitures W128 du type Ponton des années 1950.
La W112 et la W111 appartiennent à la série Heckflosse (empennage), appelées la « Grande Heckflosse » pour les distinguer de la W110. Elles ont été remplacées par la Mercedes-Benz W108 et W109 en 1965.

## Résultats en rallye

### 220 SE (1959-1965)
Titres

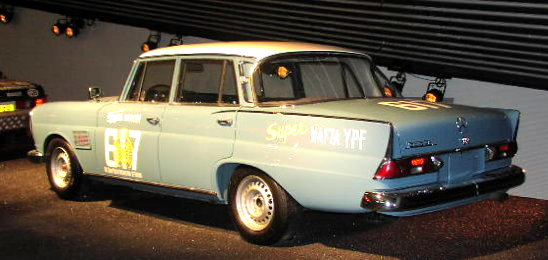
Une 300 SE version Rallye.

- Double Championne d'Europe des rallyes, en 1960 (Walter Schock) et 1962 (Eugen Böhringer);
- Double Championne d'Allemagne des rallyes, en 1959 (pour partie) et 1961 (Hermann Kühne);
  - Vice-championne d'Europe des rallyes, en 1961 (Böhringer).

Victoires (Schock ou Böhringer, sauf mention contraire)
- Rallye de Pologne, en 1960, 1961, 1962 (3e Kunhe), et 1963 (Dieter Glemser);
- Rallye de l'Acropole, en 1960, 1962 et 1963;
- Rallye Monte-Carlo, en 1960 (également 2e en 1960 et 1962; en 1960 triplé, Eberhard Mahle étant le 3e pilote);
- Rallye de Sestrières, en 1960;
- Rallye de Finlande, en 1961 (Rauno Aaltonen);
- Rallye de Varsovie, en 1961 (Aaltonen);
- Rallye Safari, en 1961 (John Manussis; 2e de classe E Bill Fritschy; et 3e au général en 1963 W.J.Cardwell);
- Rallye Alger-Bangui, en 1961 (Karl Kling);
- Liège-Sofia-Liège, en 1962;
- classe au Rallye Solitude, en 1960;
- classe de plus de 2 000 cm3 au Rallye Monte-Carlo, de 1961 à 1965;
- classe au Rallye des Tulipes, en 1961 et 1962 (et 3e au général en 1960);
- classe au Rallye du Soleil de Minuit, en 1962;
- Ainsi que le Gran Premio Internacional Standard Supermovil YPF d'Argentine en 1962 avec Ewy Rosqvist[4];
- Coupe des Dames du Rallye Monte-Carlo 1963 (Ewy Rosqvist).